# مونوریل لاس وگاس

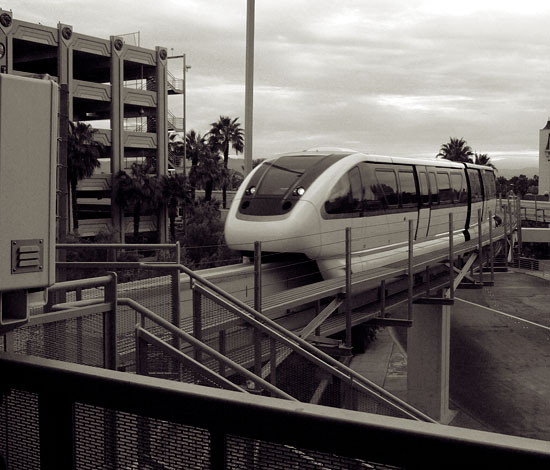
مونوریل لاس وگاس

مونوریل لاس وگاس، تأسیس ۲۰۰۴، یک خط مونوریل شهری در لاس وگاس است که ۱۲ ایستگاه دارد و فرودگاه لاس وگاس را به هتل و کازینوی صحرا متصل می‌کند.